# Астапово (деревня, городской округ Луховицы)
Аста́пово — деревня в городском округе Луховицы Московской области России. С 2006 по 2017 год входила в состав сельского поселения Астаповское. Расположена у автодороги Луховицы — Зарайск. Расстояние до города Луховицы — 8 километров. Ближайшие населённые пункты — посёлок совхоза «Астапово», Сарыбьево и Алтухово.

## Население
| 2002 | 2006 | 2010 |
| ---- | ---- | ---- |
| 180  | ↘158 | ↘155 |